# Pierre Bourgarit

a Compétitions nationales et continentales officielles uniquement.

b Matchs officiels uniquement.
Dernière mise à jour le 19 juillet 2025.
Pierre Bourgarit, né le 12 septembre 1997 à Gimont, est un joueur de rugby à XV jouant au poste de talonneur au Stade rochelais.
Formé au FC Auch, il rejoint le Stade rochelais en 2017, avec qui il remporte la Coupe d'Europe/Champions Cup en 2022 et 2023.

## Biographie

### Carrière en club
Formé à l'ES Gimont, Pierre Bourgarit rejoint le FC Auch en 2014. Il y remporte le titre de champion de France de Nationale B en 2017.
À la suite du dépôt de bilan de la SASP du FC Auch en 2017, il signe un contrat espoir de deux ans pour le Stade rochelais en compagnie de son partenaire d'Auch, Grégory Alldritt.
Il débute avec le club lors de la 4e journée de Top 14 face à Clermont. Ses performances sont remarquées et au fil du temps, il devient un titulaire indiscutable à son poste mettant sur le banc Hikairo Forbes, Jean-Charles Orioli ainsi que Jérémie Maurouard. Il inscrit son premier essai en professionnel lors de la 3e journée de la Coupe d'Europe face aux Wasps. Il fait sensation lors de la 18e journée de Top 14 face à Toulon lorsqu'il marque un essai de 80 mètres en solitaire, ce qui est rare pour quelqu'un de son poste.
Lors de la saison 2020-2021, il inscrit un total de neuf essais, ce qui est un record pour un talonneur en championnat de France. Il inscrit notamment un triplé face à Agen lors de la 13e journée de Top 14. Il dépasse ainsi Bismarck du Plessis et Dimitri Szarzewski qui détenaient le record d'essais marqués par un talonneur en une saison (huit essais). Sa saison est malheureusement écourtée par une blessure au genou qui l'empêchera de participer aux phases finales. Il ne pourra donc pas tenter de battre le record d'essais marqués par un avant détenu par Louis Picamoles (douze essais). Durant cette même saison, son club est finaliste de la Coupe d'Europe et du Top 14. Le Stade rochelais est battu les deux fois par le Stade toulousain. Pierre Bourgarit est titulaire lors de la finale de Coupe d'Europe et joue 60 minutes avant d'être remplacé par Facundo Bosch. En revanche, il ne joue pas la finale de Top 14 à cause de sa blessure au genou.
La saison suivante, en 2021-2022, le Stade rochelais est à nouveau en finale de Coupe d'Europe et affronte cette fois le Leinster. Pierre Bourgarit est encore une fois titulaire en finale, dans laquelle il marque un essai décisif à la 60e minute. Son équipe s'impose en fin de match sur le score de 21 à 24. Cette fois-ci, il est champion d'Europe et participe au premier trophée majeur remporté par son club.
Durant la saison 2022-2023, le Stade rochelais se qualifie pour la troisième fois consécutive en finale de la Champions Cup, et affronte le Leinster pour la seconde fois. Pour cette rencontre, Pierre Bourgarit est titulaire en première ligne aux côtés de Reda Wardi et Uini Atonio avant d'être remplacé par Quentin Lespiaucq à la 65e minute de jeu. Son équipe s'impose 27 à 26 et remporte la compétition pour la deuxième fois d'affilée,. En championnat, les Rochelais terminent deuxième de la saison régulière et se qualifient directement pour les demi-finales où il éliminent l'Union Bordeaux Bègles (victoire 24 à 13) et rejoignent le Stade toulousain en finale, comme en 2021,. Pour ce match, Reda Wardi est titulaire dans la même première ligne qu'en Champions Cup. Dans un match très serré, Toulouse s'impose en fin de match et l'emporte 29 à 26,. Bourgarit perd ainsi sa deuxième finale de Top 14.

### Carrière internationale
Pierre Bourgarit joue dans un premier temps avec l'équipe de France des moins de 20 ans. Avec celle-ci, il participe au Tournoi des Six Nations des moins de 20 ans en 2016 et 2017. Au total, il joue trois matchs, deux la première année et un la seconde.
Sélectionné pour la tournée en Nouvelle-Zélande en juin 2018 avec l'équipe de France, il connait sa première sélection le 16 juin 2018 face aux All Blacks. Il entre en jeu à la 60e minute et remplace Camille Chat. La France est battue 26 à 13. Il est ensuite remplaçant lors du deuxième test match contre la Nouvelle-Zélande, avant de rejoindre les Barbarians français lors de la dernière semaine pour affronter les Highlanders à Invercargill. Il est utilisé en tant que remplaçant mais les Baa-baas s'inclinent 29 à 10 à Invercargill.
L'année suivante il participe au Tournoi des Six Nations 2019 où il ne joue que quatre minute, contre l'Angleterre.
Il participe au tournoi suivant, en 2020. Il entre deux fois en jeu, face à l'Italie et l'Irlande. La même année, il participe aussi au dernier match de la Coupe d'automne des nations en tant que titulaire, perdu face aux anglais.
Il est ensuite appelé pour jouer la tournée au Japon de 2022. Il entre en jeu à la place de Peato Mauvaka lors du premier match face au Japon et marque son premier essai en bleu.
À l'issue de la saison 2022-2023, il est sélectionné dans une liste de 42 joueurs pour préparer la Coupe du monde 2023. Il est titulaire lors du premier match de préparation au Mondial face à l'Écosse, dans un XV de départ marqué par l'absence des titulaires habituels (défait 25-21) puis est remplaçant lors du match retour, où les titulaires sont l'équipe dite premium (victoire 30-27). Il ne joue pas le troisième test face aux Fidji, mais fait partie de la liste officielle des 33 joueurs qui joueront la compétition.

## Statistiques

### En club
| Saison                | Club                  | Championnat           | Championnat | Championnat | Championnat | Coupe d'Europe     | Coupe d'Europe | Coupe d'Europe | Coupe d'Europe |
| Saison                | Club                  | Compétition           | Matchs      | Essais      | Points      | Compétition        | Matchs         | Essais         | Points         |
| --------------------- | --------------------- | --------------------- | ----------- | ----------- | ----------- | ------------------ | -------------- | -------------- | -------------- |
| 2016-2017             | FC Auch               | Fédérale 1            | 7           | 1           | 5           |                    |                |                |                |
| Total FC Auch         | Total FC Auch         | Fédérale 1            | 7           | 1           | 5           |                    |                |                |                |
| 2017-2018             | Stade rochelais       | Top 14                | 16          | 2           | 10          | Challenge européen | 7              | 2              | 10             |
| 2018-2019             | Stade rochelais       | Top 14                | 20          | 2           | 10          | Challenge européen | 5              | -              | -              |
| 2019-2020             | Stade rochelais       | Top 14                | 9           | 2           | 10          | Coupe d'Europe     | 4              | -              | -              |
| 2020-2021             | Stade rochelais       | Top 14                | 16          | 9           | 45          | Coupe d'Europe     | 5              | -              | -              |
| 2021-2022             | Stade rochelais       | Top 14                | 22          | 2           | 10          | Coupe d'Europe     | 8              | 2              | 10             |
| 2022-2023             | Stade rochelais       | Top 14                | 19          | 5           | 25          | Champions Cup      | 6              | 4              | 20             |
| Total Stade rochelais | Total Stade rochelais | Total Stade rochelais | 102         | 22          | 110         | Coupes d'Europe    | 35             | 8              | 40             |
| Total                 | Total                 | Total                 | 109         | 23          | 115         | Coupes d'Europe    | 35             | 8              | 40             |

### Internationales

#### Équipe de France des moins de 20 ans
Pierre Bourgarit dispute trois matchs avec l'équipe de France des moins de 20 ans en deux saisons, prenant part à deux éditions du tournoi des Six Nations, en 2016 et 2017.

#### XV de France
Au 19 juillet 2025, Pierre Bourgarit compte seize sélections en équipe de France pour un essai marqué. Il a pris part à deux éditions du Tournoi des Six Nations en 2019 et 2021, et à la Coupe du monde de rugby à XV 2023.
| Année | Compétition                 | Matchs | Points | Essais |
| ----- | --------------------------- | ------ | ------ | ------ |
| 2018  | Test matchs                 | 1      | -      | -      |
| 2019  | Six Nations                 | 1      | -      | -      |
| 2020  | Coupe d'automne des nations | 1      | -      | -      |
| 2021  | Six Nations                 | 2      | -      | -      |
| 2022  | Test matchs                 | 2      | 5      | 1      |
| 2023  | Test matchs                 | 3      | -      | -      |
| 2023  | Coupe du monde              | 4      | -      | -      |
| 2025  | Test matchs                 | 2      | -      | -      |
| Total | Total                       | 16     | 5      | 1      |

‌
| Adversaire       | Matchs joués | Victoires | Défaites | Nuls | Essais | Points | % de victoire |
| ---------------- | ------------ | --------- | -------- | ---- | ------ | ------ | ------------- |
| Afrique du Sud   | 1            | 0         | 1        | 0    | 0      | 0      | 0             |
| Angleterre       | 2            | 0         | 2        | 0    | 0      | 0      | 0             |
| Écosse           | 2            | 1         | 1        | 0    | 0      | 0      | 50            |
| Fidji            | 1            | 1         | 0        | 0    | 0      | 0      | 100           |
| Irlande          | 1            | 1         | 0        | 0    | 0      | 0      | 100           |
| Italie           | 2            | 2         | 0        | 0    | 0      | 0      | 100           |
| Japon            | 2            | 2         | 0        | 0    | 1      | 5      | 66.67         |
| Namibie          | 1            | 1         | 0        | 0    | 0      | 0      | 100           |
| Nouvelle-Zélande | 1            | 0         | 1        | 0    | 0      | 0      | 0             |
| Uruguay          | 1            | 1         | 0        | 0    | 0      | 0      | 100           |
| Total            | 14           | 9         | 5        | 0    | 1      | 5      | 64.29         |

| Numéro | Date           | Lieu                 | Adversaire | Compétition | Résultat | Score |
| ------ | -------------- | -------------------- | ---------- | ----------- | -------- | ----- |
| 1      | 2 juillet 2022 | Stade Toyota, Toyota | Japon      | Test match  | Victoire | 23-42 |

## Palmarès

### En club
- FC Auch
  - Vainqueur du Championnat de France de Nationale B en 2017

- Stade rochelais
  - Finaliste du Challenge européen en 2019
  - Finaliste de la Coupe d'Europe en 2021
  - Finaliste du Championnat de France en 2021 et 2023
  - Vainqueur de la Coupe d'Europe/Champions Cup en 2022 et 2023

### En sélection nationale
- France
  - Finaliste de la Coupe d'automne des nations en 2020

#### Tournoi des Six Nations
| Édition          | Rang | Résultats France | Résultats Bourgarit | Matchs Bourgarit |
| ---------------- | ---- | ---------------- | ------------------- | ---------------- |
| Six Nations 2019 | 4    | 2 v, 0 n, 3 d    | 0 v, 0 n, 1 d       | 1/5              |
| Six Nations 2021 | 2    | 3 v, 0 n, 2 d    | 2 v, 0 n, 0 d       | 2/5              |

Légende : v = victoire ; n = match nul ; d = défaite ; la ligne est en gras quand il y a Grand Chelem.

#### Coupe du monde
| Édition     | Rang            | Résultats France | Résultats Bourgarit | Matchs Bourgarit |
| ----------- | --------------- | ---------------- | ------------------- | ---------------- |
| France 2023 | Quart de finale | 4 v, 0 n, 1 d    | 3 v, 0 n, 1 d       | 4/5              |